# Vela als Jocs Olímpics d'estiu de 1920 - 40 m²
La regata de vaixells de 40 m² va ser una de les catorze proves de vela que es van disputar al camp de regates d'Oostende durant els Jocs Olímpics d'Anvers de 1920. Hi va prendre part dos vaixells amb un total de vuit participants. La competició es va disputar entre el 7 i el 9 de juliol de 1920.

## Medallistes
| Or                                                               | Plata                                                                           | Bronze        |
| Suècia · SifTore Holm · Yngve Holm · Axel Rydin · Georg Tengwall | Suècia · ElsieGustaf Svensson · Ragnar Svensson · Percy Almstedt · Erik Mellbin | No es concedí |

## Resultats finals
| Posició | Tripulació                                                  | Iot            | Regata I | Regata I | Regata II | Regata II | Regata III | Regata III | Final |
| Posició | Tripulació                                                  | Iot            | Pos.     | Punts    | Pos.      | Punts     | Pos.       | Punts      | Punts |
| ------- | ----------------------------------------------------------- | -------------- | -------- | -------- | --------- | --------- | ---------- | ---------- | ----- |
| 1       | Tore Holm Yngve Holm Axel Rydin Georg Tengwall              | Suècia · Sif   | 1        | 1        | 2         | 2         | 1          | 1          | 4     |
| 2       | Gustaf Svensson Ragnar Svensson Percy Almstedt Erik Mellbin | Suècia · Elsie | 2        | 2        | 1         | 1         | 2          | 2          | 5     |

- NF - no finalitza / NS - no surt